# 福斯-杜若尔当
福斯-杜若尔当是巴西巴拉那州的一个市镇。总面积235.399平方公里，总人口5932人，人口密度25.2人/平方公里。